# تودور جينكس
تودور جينكس (بالإنجليزية: Tudor Jenks)‏ (7 مايو 1857، بروكلين في الولايات المتحدة - 11 فبراير 1922، برونكسفيل في الولايات المتحدة)؛ كاتِب مُتخصِّص في أدب الأطفال، صحفي وروائي أمريكي.